# Tanay, Rizal
Tanay là một đô thị hạng 1 ở tỉnh Rizal, Philippines. Đô thị này có cự ly 57 km về phía đông Manila. Đô thị này có một số khu vực của dãy núi Sierra Madre và giáp Thành phố Antipolo về phía đông bắc, Baras, Morong và Teresa về phía tây, General Nakar (tỉnh Quezon) về phía đông, Pililla, Santa Maria (tỉnh Laguna) cũng như hồ Laguna de Bay về phía nam.
Theo điều tra dân số năm 2007, đô thị này có 94.460 dân.

## Barangay
Tanay được chia thành 19 barangay.
| - Cayabu - Cuyambay - Daraitan - Katipunan-Bayani (Pob.) - Kay Buto (Pob.) - Laiban - Mag-Ampon (Pob.) - Mamuyao - Pinagkamaligan (Pob.) - Plaza Aldea (Pob.) | - Sampaloc - San Andres - San Isidro (Pob.) - Santa Inez - Santo Niño - Tabing Ilog (Pob.) - Tandang Kutyo (Pob.) - Tinucan - Wawa (Pob.) - Madilay-dilay (đang thương thảo) |